# Hiszpania na Letnich Igrzyskach Olimpijskich 2012
Hiszpanię na Letnich Igrzyskach Olimpijskich 2012, które odbyły się w Londynie reprezentowało 283 zawodników.
Był to dwudziesty drugi start reprezentacji Hiszpanii na letnich igrzyskach olimpijskich.

## Zdobyte medale
| Medal  | Zawodnik | Dyscyplina             | Konkurencja     | Data        |
| ------ | --- | ---------------------- | --------------- | ----------- |
| Złoto  | Marina Alabau | Żeglarstwo             | RS:X            | 7 sierpnia  |
| Złoto  | Joel González | Taekwondo              | 58 kg           | 8 sierpnia  |
| Złoto  | Tamara Echegoyen Ángela Pumariega Sofía Toro                                                                                        | Żeglarstwo             | Elliott 6m      | 11 sierpnia |
| Srebro | Mireia Belmonte | Pływanie               | 200m motylkowym | 1 sierpnia  |
| Srebro | Mireia Belmonte | Pływanie               | 800m dowolnym   | 3 sierpnia  |
| Srebro | Ona Carbonell Andrea Fuentes | Pływanie synchroniczne |                 | 7 sierpnia  |
| Srebro | Javier Gomez Noya | Triathlon              |                 | 7 sierpnia  |
| Srebro | David Cal | Kajakarstwo            | C-1 1000 m      | 8 sierpnia  |
| Srebro | Brigitte Yagüe | Taekwondo              | 49 kg           | 8 sierpnia  |
| Srebro | Reprezentacja kobiet | Piłka wodna            |                 | 9 sierpnia  |
| Srebro | Nicolás García | Taekwondo              | 80 kg           | 10 sierpnia |
| Srebro | Saúl Craviotto | Kajakarstwo            | K-1 200 m       | 11 sierpnia |
| Srebro | Reprezentacja mężczyzn | Koszykówka             |                 | 12 sierpnia |
| Brąz   | Maialen Chourraut | Kajakarstwo            | K-1             | 2 sierpnia  |
| Brąz   | Maider Unda | Zapasy                 | −72 kg          | 9 sierpnia  |
| Brąz   | Clara Basiana Alba Cabello Ona Carbonell Margalida Crespí Andrea Fuentes Thais Henríquez Paula Klamburg Irene Montrucchio Laia Pons | Pływanie synchroniczne |                 | 10 sierpnia |
| Brąz   | Reprezentacja kobiet | Piłka ręczna           |                 | 11 sierpnia |

### Indywidualna klasyfikacja medalowa
| Lp. | Zawodnik                                | złoto | srebro | brąz |   |
| --- | --------------------------------------- | ----- | ------ | ---- | - |
| 1   | Mireia Belmonte (Pływanie)              | 0     | 2      | 0    | 2 |
| 2   | Maialen Chourraut (Kajakarstwo)         | 0     | 0      | 1    | 1 |
| 3   | Javier Gomez Noya (Triathlon)           | 0     | 1      | 0    | 1 |
| 4   | Marina Alabau (Żeglarstwo)              | 1     | 0      | 0    | 1 |
| 5   | Ona Carbonell (Pływanie synchroniczne)  | 0     | 1      | 0    | 1 |
| 6   | Andrea Fuentes (Pływanie synchroniczne) | 0     | 1      | 0    | 1 |
| 7   | David Cal (Kajakarstwo)                 | 0     | 1      | 0    | 1 |

## Badminton
Mężczyźni
| Zawodnik    | Konkurencja    | Faza grupowa       | Faza grupowa          | Faza grupowa      | Faza grupowa    | Eliminacje        | Ćwierćfinał       | Półfinał          | Finał             | Finał           |
| Zawodnik    | Konkurencja    | Przeciwnik Punkty  | Przeciwnik Punkty     | Przeciwnik Punkty | Miejsce         | Przeciwnik Punkty | Przeciwnik Punkty | Przeciwnik Punkty | Przeciwnik Punkty | Miejsce         |
| ----------- | -------------- | ------------------ | --------------------- | ----------------- | --------------- | ----------------- | ----------------- | ----------------- | ----------------- | --------------- |
| Pablo Abián | gra pojedyncza | Petr Koukal P(2:1) | Taufik Hidayat P(0:2) | → Nie awansował   | → Nie awansował | → Nie awansował   | → Nie awansował   | → Nie awansował   | → Nie awansował   | → Nie awansował |

Kobiety
| Zawodniczka    | Konkurencja    | Faza grupowa         | Faza grupowa                   | Faza grupowa         | Faza grupowa     | Eliminacje           | Ćwierćfinał          | Półfinał             | Finał                | Finał            |
| Zawodniczka    | Konkurencja    | Przeciwniczka Punkty | Przeciwniczka Punkty           | Przeciwniczka Punkty | Miejsce          | Przeciwniczka Punkty | Przeciwniczka Punkty | Przeciwniczka Punkty | Przeciwniczka Punkty | Miejsce          |
| -------------- | -------------- | -------------------- | ------------------------------ | -------------------- | ---------------- | -------------------- | -------------------- | -------------------- | -------------------- | ---------------- |
| Carolina Marín | gra pojedyncza | Li Xuerui P(0:2)     | Claudia Rivero Modenesi P(2:0) | → Nie awansowała     | → Nie awansowała | → Nie awansowała     | → Nie awansowała     | → Nie awansowała     | → Nie awansowała     | → Nie awansowała |

## Boks
Mężczyźni
| Zawodnik                | Konkurencja | 1/16                          | 1/8              | Ćwierćfinał      | Półfinał         | Finał            | Finał           |
| Zawodnik                | Konkurencja | Przeciwnik Wynik              | Przeciwnik Wynik | Przeciwnik Wynik | Przeciwnik Wynik | Przeciwnik Wynik | Miejsce         |
| ----------------------- | ----------- | ----------------------------- | ---------------- | ---------------- | ---------------- | ---------------- | --------------- |
| José Kelvin de la Nieve | 49 kg       | Carlos Quipo Pilataxi P 11:14 | → Nie awansował  | → Nie awansował  | → Nie awansował  | → Nie awansował  | → Nie awansował |
| Jonathan Alonso         | 64 kg       | Mehdi Toloutibandpi P 12:16   | → Nie awansował  | → Nie awansował  | → Nie awansował  | → Nie awansował  | → Nie awansował |

## Gimnastyka

### Gimnastyka artystyczna
| Zawodnik                                                                                       | Konkurencja           | Eliminacje | Eliminacje | Finał  | Finał   |
| Zawodnik                                                                                       | Konkurencja           | Wynik      | Pozycja    | Wynik  | Pozycja |
| ---------------------------------------------------------------------------------------------- | --------------------- | ---------- | ---------- | ------ | ------- |
| Carolina Rodríguez                                                                             | wielobój indywidualny | 106,800    | 14.        |        |         |
| Loreto Achaerandio Sandra Aguilar Elena López Lourdes Mohadeno Alejandra Quereda Lidia Redondo | Zawody drużynowe      | 54,550     | 5.         | 54,950 | 4.      |

### Gimnastyka sportowa
Mężczyźni
| Zawodnik             | Konkurencje            | Konkurencje            | Konkurencje     | Konkurencje     | Konkurencje                 | Konkurencje                 | Konkurencje          | Konkurencje          | Konkurencje            | Konkurencje            | Konkurencje         | Konkurencje         | Konkurencje | Konkurencje | Konkurencje        | Konkurencje        |
| Zawodnik             | Wielobój indywidualnie | Wielobój indywidualnie | Ćwiczenia wolne | Ćwiczenia wolne | Ćwiczenia na koniu z łękami | Ćwiczenia na koniu z łękami | Ćwiczenia na kółkach | Ćwiczenia na kółkach | Ćwiczenia na poręczach | Ćwiczenia na poręczach | Ćwiczenia na drążku | Ćwiczenia na drążku | Skoki       | Skoki       | Wielobój drużynowy | Wielobój drużynowy |
| Zawodnik             | Wynik                  | Pozycja                | Wynik           | Pozycja         | Wynik                       | Pozycja                     | Wynik                | Pozycja              | Wynik                  | Pozycja                | Wynik               | Pozycja             | Wynik       | Pozycja     | Wynik              | Pozycja            |
| -------------------- | ---------------------- | ---------------------- | --------------- | --------------- | --------------------------- | --------------------------- | -------------------- | -------------------- | ---------------------- | ---------------------- | ------------------- | ------------------- | ----------- | ----------- | ------------------ | ------------------ |
| Isaac Botella Pérez  |                        |                        | 14,033          | 52.             | 12,900                      | 51.                         |                      |                      |                        |                        |                     |                     | 15,866      | 6.          | 265,759            | 9.                 |
| Javier Gómez Fuertes | 84,431                 | 23.                    | 14,833          | 23.             | 13,833                      | 35.                         | 13,900               | 58.                  | 15,066                 | 21.                    | 14,533              | 27.                 | 15,958      | 20.         | 265,759            | 9.                 |
| Fabián González      | 88,998                 | 9.                     | 15,266          | 13.             | 14,733                      | 13.                         | 14,033               | 53.                  | 13,333                 | 67.                    | 15,000              | 13.                 | 16,000      | 17.         | 265,759            | 9.                 |
| Rubén López          |                        |                        |                 |                 |                             |                             | 14,900               | 22.                  | 14,733                 | 29.                    | 14,300              | 34.                 |             |             | 265,759            | 9.                 |
| Sergio Muñoz         | 85,665                 | 26.                    | 14,600          | 32.             | 14,000                      | 31.                         | 13,966               | 56.                  | 13,833                 | 55.                    | 13,266              | 61.                 | 16,000      | 17.         | 265,759            | 9.                 |

Kobiety
| Zawodniczka        | Wynik                  | Wynik                  | Wynik           | Wynik           | Wynik                  | Wynik                  | Wynik                   | Wynik                   | Wynik  | Wynik   | Wynik              | Wynik              |
| Zawodniczka        | Wielobój indywidualnie | Wielobój indywidualnie | Ćwiczenia wolne | Ćwiczenia wolne | Ćwiczenia na poręczach | Ćwiczenia na poręczach | Ćwiczenia na równoważni | Ćwiczenia na równoważni | Skoki  | Skoki   | Wielobój drużynowy | Wielobój drużynowy |
| Zawodniczka        | Wynik                  | Pozycja                | Wynik           | Pozycja         | Wynik                  | Pozycja                | Wynik                   | Pozycja                 | Wynik  | Pozycja | Wynik              | Pozycja            |
| ------------------ | ---------------------- | ---------------------- | --------------- | --------------- | ---------------------- | ---------------------- | ----------------------- | ----------------------- | ------ | ------- | ------------------ | ------------------ |
| Ana María Izurieta | 53,533                 | 33.                    | 14,133          | 18.             | 12,600                 | 62.                    | 12,000                  | 69.                     | 14,800 | 16.     |                    |                    |

## Hokej na trawie

### Turniej mężczyzn
- Reprezentacja mężczyzn

Grupa A
| Drużyna           | M | W | R | P | G+ | G- | G=  | Pkt |
| ----------------- | - | - | - | - | -- | -- | --- | --- |
| Australia         | 5 | 3 | 2 | 0 | 21 | 5  | +16 | 11  |
| Wielka Brytania   | 5 | 2 | 3 | 0 | 14 | 11 | +3  | 9   |
| Hiszpania         | 5 | 2 | 2 | 1 | 8  | 10 | −2  | 8   |
| Pakistan          | 5 | 2 | 1 | 2 | 9  | 16 | −7  | 7   |
| Argentyna         | 5 | 1 | 1 | 3 | 10 | 14 | −4  | 4   |
| Południowa Afryka | 5 | 0 | 1 | 4 | 11 | 22 | −11 | 1   |

| 30 lipca 2012 | Hiszpania | 1:1 | Pakistan |  |
|               |           |     |          |  |

| 1 sierpnia 2012 09:30 | Hiszpania | 0:5 | Australia |  |
|                       |           |     |           |  |

| 3 sierpnia 2012 20:00 | Południowa Afryka | 2:3 | Hiszpania |  |
|                       |                   |     |           |  |

| 5 sierpnia 2012 22:15 | Argentyna | 1:3 | Hiszpania |  |
|                       |           |     |           |  |

| 7 sierpnia 2012 20:00 | Hiszpania | 1:1 | Wielka Brytania |  |
|                       |           |     |                 |  |

Mecz o 5-6. miejsce
| 11 sierpnia 2012 11:30 | Hiszpania | 2:5 | Belgia |  |
|                        |           |     |        |  |

## Jeździectwo

### Ujeżdżenie
| Zawodnik                                              | Koń           | Konkurencja   | Runda 1 | Runda 1 | Runda 2 | Runda 2 | Runda 2       | Runda 2 | Finał  | Finał   | Finał         | Finał   |
| Zawodnik                                              | Koń           | Konkurencja   | Punkty  | Miejsce | Punkty  | Miejsce | Razem punktów | Miejsce | Punkty | Miejsce | Razem punktów | Miejsce |
| ----------------------------------------------------- | ------------- | ------------- | ------- | ------- | ------- | ------- | ------------- | ------- | ------ | ------- | ------------- | ------- |
| Morgan Barbançon                                      | Painted Black | indywidualnie | 72.751  | 19      | 71.556  | 23      | 71.556        | 23.     |        |         |               | 23.     |
| Jose Daniel Martin                                    | Delgado       | indywidualnie | 69.043  | 39      | 69.286  | 29      | 69.286        | 29.     |        |         |               | 29.     |
| Juan Manuel Muñoz                                     | Fuego XII     | indywidualnie | 75.608  | 10      | 75.476  | 11      | 75.476        | 11.     | 79.321 | 10.     | 79.321        | 10.     |
| Morgan Barbançon Jose Daniel Martin Juan Manuel Muñoz | Patrz wyżej   | drużynowo     |         |         |         |         |               |         | 72.287 | 7       | 72.287        | 7.      |

## Judo
Mężczyźni
| Zawodnik        | Konkurencja | 1/32                        | 1/16                 | 1/8                               | Ćwierćfinał                | Półfinał                  | Repasaż 1             | Repasaż 2        | Finał            | Finał           |
| Zawodnik        | Konkurencja | Przeciwnik Wynik            | Przeciwnik Wynik     | Przeciwnik Wynik                  | Przeciwnik Wynik           | Przeciwnik Wynik          | Przeciwnik Wynik      | Przeciwnik Wynik | Przeciwnik Wynik | Pozycja         |
| --------------- | ----------- | --------------------------- | -------------------- | --------------------------------- | -------------------------- | ------------------------- | --------------------- | ---------------- | ---------------- | --------------- |
| Sugoi Uriarte   | −66 kg      | Francesco Faraldo P 100:000 | Jayme Mata P 100:000 | Daniel García González P 013:0002 | Tarlan Karimov P 0021:0001 | Miklós Ungvári P 000:0011 | Cho Jun-ho P 0001:000 | → Nie awansował  | → Nie awansował  | 5               |
| Kiyoshi Uematsu | −73 kg      | Mansur Isajew P 0011:000    | → Nie awansował      | → Nie awansował                   | → Nie awansował            | → Nie awansował           | → Nie awansował       | → Nie awansował  | → Nie awansował  | → Nie awansował |

Kobiety
| Zawodniczka         | Konkurencja | 1/16                      | 1/8                   | Ćwierćfinał         | Półfinał            | Repasaż 1           | Repasaż 2           | Finał               | Finał            |
| Zawodniczka         | Konkurencja | Przeciwniczka Wynik       | Przeciwniczka Wynik   | Przeciwniczka Wynik | Przeciwniczka Wynik | Przeciwniczka Wynik | Przeciwniczka Wynik | Przeciwniczka Wynik | Pozycja          |
| ------------------- | ----------- | ------------------------- | --------------------- | ------------------- | ------------------- | ------------------- | ------------------- | ------------------- | ---------------- |
| Oiana Blanco        | 48 kg       | Tomoko Fukumi P 0001:100  | → Nie awansowała      | → Nie awansowała    | → Nie awansowała    | → Nie awansowała    | → Nie awansowała    | → Nie awansowała    | → Nie awansowała |
| Ana Carrascosa      | 52 kg       | Marie Muller P 000:020    | → Nie awansowała      | → Nie awansowała    | → Nie awansowała    | → Nie awansowała    | → Nie awansowała    | → Nie awansowała    | → Nie awansowała |
| Concepción Bellorín | 57 kg       | Hedvig Karakas P 0011:100 | → Nie awansowała      | → Nie awansowała    | → Nie awansowała    | → Nie awansowała    | → Nie awansowała    | → Nie awansowała    | → Nie awansowała |
| Cecilia Blanco      | 70 kg       | Nataliya Smal P 011:0002  | Raša Sraka P 001:1102 | → Nie awansowała    | → Nie awansowała    | → Nie awansowała    | → Nie awansowała    | → Nie awansowała    | → Nie awansowała |

## Kajakarstwo

### Kajakarstwo górskie
Mężczyźni
| Zawodnik       | Konkurencja | Preeliminacje | Preeliminacje | Preeliminacje | Preeliminacje | Preeliminacje | Preeliminacje | Półfinał | Półfinał | Finał  | Finał   | Łącznie | Miejsce |
| Zawodnik       | Konkurencja | Zjazd 1       | Miejsce       | Zjazd 2       | Miejsce       | Łącznie       | Miejsce       | Czas     | Miejsce  | Czas   | Miejsce | Łącznie | Miejsce |
| -------------- | ----------- | ------------- | ------------- | ------------- | ------------- | ------------- | ------------- | -------- | -------- | ------ | ------- | ------- | ------- |
| Samuel Hernanz | K-1         | 87.07         | 1             | 91.25         | 12            | 87.07         | 2             | 97.18    | 4        | 96.95  | 5       | 96.95   | 5.      |
| Ander Elosegui | C-1         | 93.24         | 2             | 96.60         | 8             | 93.24         | 6             | 104.04   | 4        | 102.61 | 4       | 102.61  | 4.      |

Kobiety
| Zawodniczka       | Konkurencja | Preeliminacje | Preeliminacje | Preeliminacje | Preeliminacje | Preeliminacje | Preeliminacje | Półfinał | Półfinał | Finał  | Finał   | Łącznie | Miejsce |
| Zawodniczka       | Konkurencja | Zjazd 1       | Miejsce       | Zjazd 2       | Miejsce       | Łącznie       | Miejsce       | Czas     | Miejsce  | Czas   | Miejsce | Łącznie | Miejsce |
| ----------------- | ----------- | ------------- | ------------- | ------------- | ------------- | ------------- | ------------- | -------- | -------- | ------ | ------- | ------- | ------- |
| Maialen Chourraut | K-1         | 98.75         | 1             | 107.91        | 10            | 98.75         | 1             | 108.34   | 2        | 106.87 | 3       | 106.87  | brąz    |

### Kajakarstwo klasyczne
Mężczyźni
| Zawodnik          | Konkurencje | Eliminacje | Eliminacje | Półfinał | Półfinał | Finał    | Finał   |
| Zawodnik          | Konkurencje | Czas       | Miejsce    | Czas     | Miejsce  | Czas     | Miejsce |
| ----------------- | ----------- | ---------- | ---------- | -------- | -------- | -------- | ------- |
| Saúl Craviotto    | K-1 200 m   | 35,552     | 1.         | 35,597   | 2.       | 36,540   | srebro  |
| Francisco Cubelos | K-1 1000 m  | 3:37,791   | 5.         | 3:31,833 | 4.       | 3:32,521 | 7.      |
| Alfonso Benavides | C-1 200 m   | 40,993     | 1.         | 40,619   | 2.       | 43,038   | 4.      |
| David Cal         | C-1 1000 m  | 3:54,590   | 1          | 3:52,767 | 3.       | 3:48,053 | srebro  |

Kobiety
| Zawodniczka          | Konkurencje | Eliminacje | Eliminacje | Półfinał | Półfinał | Finał  | Finał   |
| Zawodniczka          | Konkurencje | Czas       | Miejsce    | Czas     | Miejsce  | Czas   | Miejsce |
| -------------------- | ----------- | ---------- | ---------- | -------- | -------- | ------ | ------- |
| María Teresa Portela | K-1 200 m   | 41,263     | 1.         | 40,898   | 2.       | 45,326 | 4.      |

## Kolarstwo

### Kolarstwo górskie
Mężczyźni
| Zawodnicy                 | Konkurencja          | Czas    | Miejsce |
| ------------------------- | -------------------- | ------- | ------- |
| Carlos Coloma-Nicolas     | Wyścig cross-country | 1:30:07 | 6.      |
| José Antonio Hermida      | Wyścig cross-country | 1:29:36 | 4.      |
| Sergio Mantecón-Gutiérrez | Wyścig cross-country | 1:33:46 | 22.     |

### Kolarstwo szosowe
Mężczyźni
| Zawodnik             | Konkurencja                | Czas     | Miejsce |
| -------------------- | -------------------------- | -------- | ------- |
| José Joaquín Rojas   | Wyścig ze startu wspólnego | 05:46:37 | 44      |
| Luis León Sánchez    | Wyścig ze startu wspólnego | 05:46:05 | 14      |
| Luis León Sánchez    | Jazda indywidualna na czas | 56:59:16 | 32      |
| Jonathan Castroviejo | Wyścig ze startu wspólnego | 05:46:13 | 26      |
| Jonathan Castroviejo | Jazda indywidualna na czas | 53:29:36 | 9       |
| Alejandro Valverde   | Wyścig ze startu wspólnego | 05:46:05 | 18      |
| Fran Ventoso         | Wyścig ze startu wspólnego | 05:46:37 | 31      |

### Kolarstwo torowe
Mężczyźni
| Zawodnik        | Konkurencja | Kwalifikacje  | Eliminacje                | Repasaże                       | Ćwierćfinał               | Półfinał                  | Finał                     | Finał   |
| Zawodnik        | Konkurencja | Czas Prędkość | Przeciwnicy Czas Prędkość | Przeciwnicy Czas Prędkość      | Przeciwnicy Czas Prędkość | Przeciwnicy Czas Prędkość | Przeciwnicy Czas Prędkość | Miejsce |
| --------------- | ----------- | ------------- | ------------------------- | ------------------------------ | ------------------------- | ------------------------- | ------------------------- | ------- |
| Hodei Mazkiarán | Sprint      | 10,604 67,898 | Shane Perkins             | Bernard Esterhuizen Zhang Miao |                           |                           |                           | 16.     |

| Zawodnik     | Konkurencja | Pierwsza runda | Repasaże | Druga runda | Finał   |
| Zawodnik     | Konkurencja | Miejsce        | Miejsce  | Miejsce     | Miejsce |
| ------------ | ----------- | -------------- | -------- | ----------- | ------- |
| Juan Peralta | Keirin      | 3.             | 2.       | 5.          | 10.     |

| Zawodnicy                                                      | Konkurencja                     | Kwalifikacje | Kwalifikacje | Półfinał         | Półfinał | Finał            | Finał   |
| Zawodnicy                                                      | Konkurencja                     | Czas         | Miejsce      | Przeciwnik Wynik | Miejsce  | Przeciwnik Wynik | Miejsce |
| -------------------------------------------------------------- | ------------------------------- | ------------ | ------------ | ---------------- | -------- | ---------------- | ------- |
| Pablo Aitor Bernal Sebastián Mora David Muntaner Albert Torres | Wyścig drużynowy na dochodzenie | 4:02,113     | 6.           |                  |          | 4:02,746         | 6.      |

| Zawodnik    | Konkurencja | Start lotny | Start lotny | Wyścig punktowy | Wyścig punktowy | Wyścig eliminacyjny | Wyścig na dochodzenie | Wyścig na dochodzenie | Scratch | Scratch | Wyścig na 1000 m | Wyścig na 1000 m | Suma punktów | Miejsce |
| Zawodnik    | Konkurencja | Czas        | Miejsce     | Punkty          | Miejsce         | Miejsce             | Przeciwnik Wynik      | Miejsce               | Czas    | Miejsce | Czas             | Miejsce          | Suma punktów | Miejsce |
| ----------- | ----------- | ----------- | ----------- | --------------- | --------------- | ------------------- | --------------------- | --------------------- | ------- | ------- | ---------------- | ---------------- | ------------ | ------- |
| Eloy Teruel | Omnium      | 13,655      | 14.         | 55              | 3.              | 17.                 | 4:29,874              | 9.                    |         | 2.      | 1:05,463         | 14.              | 59           | 9.      |

Kobiety
| Zawodniczka     | Konkurencja | Start lotny | Start lotny | Wyścig punktowy | Wyścig punktowy | Wyścig eliminacyjny | Wyścig na dochodzenie | Wyścig na dochodzenie | Scratch | Scratch | Wyścig na 1000 m | Wyścig na 1000 m | Suma punktów | Miejsce |
| Zawodniczka     | Konkurencja | Czas        | Miejsce     | Punkty          | Miejsce         | Miejsce             | Przeciwniczka Wynik   | Miejsce               | Czas    | Miejsce | Czas             | Miejsce          | Suma punktów | Miejsce |
| --------------- | ----------- | ----------- | ----------- | --------------- | --------------- | ------------------- | --------------------- | --------------------- | ------- | ------- | ---------------- | ---------------- | ------------ | ------- |
| Leire Olaberría | Omnium      | 14,463      | 6.          | 3               | 13.             | 12.                 | 3:46,317              | 12.                   |         | 16.     | 36,393           | 8.               | 69           | 13.     |

## Koszykówka

### Turniej mężczyzn
- Reprezentacja mężczyzn

Grupa B
| Drużyna         | M | W | R | P | G+  | G-  | G=   | Pkt |
| --------------- | - | - | - | - | --- | --- | ---- | --- |
| Brazylia        | 5 | 4 | 0 | 1 | 402 | 349 | +53  | 8   |
| Rosja           | 5 | 4 | 0 | 1 | 340 | 306 | +34  | 8   |
| Australia       | 5 | 3 | 0 | 2 | 357 | 313 | +44  | 6   |
| Hiszpania       | 5 | 3 | 0 | 2 | 414 | 394 | +20  | 6   |
| Wielka Brytania | 5 | 1 | 0 | 4 | 380 | 405 | −25  | 2   |
| Chiny           | 5 | 0 | 0 | 5 | 313 | 439 | −126 | 0   |

| 29 lipca 2012 | Hiszpania | 97:81 | Chiny |  |
|               |           |       |       |  |

| 31 lipca 2012 | Australia | 70:82 | Hiszpania |  |
|               |           |       |           |  |

| 2 sierpnia 2012 21:00 | Hiszpania | 79:78 | Wielka Brytania |  |
|                       |           |       |                 |  |

| 4 sierpnia 2012 12:15 | Rosja | 77:74 | Hiszpania |  |
|                       |       |       |           |  |

| 6 sierpnia 2012 21:00 | Hiszpania | 82:88 | Brazylia |  |
|                       |           |       |          |  |

Ćwierćfinał
| 8 sierpnia 2012 16:15 | Francja | 59:66 | Hiszpania |  |
|                       |         |       |           |  |

Półfinał
| 10 sierpnia 2012 18:00 | Hiszpania | 67:59 | Rosja |  |
|                        |           |       |       |  |

Mecz o złoty medal
| 12 sierpnia 2012 17:00 | Stany Zjednoczone | 107:100 | Hiszpania |  |
|                        |                   |         |           |  |

## Lekkoatletyka
Mężczyźni
| Zawodnik              | Konkurencja           | Eliminacje          | Eliminacje          | Ćwierćfinał         | Ćwierćfinał         | Półfinał            | Półfinał            | Finał               | Finał               |
| Zawodnik              | Konkurencja           | Wynik               | Miejsce             | Wynik               | Miejsce             | Wynik               | Miejsce             | Wynik               | Miejsce             |
| --------------------- | --------------------- | ------------------- | ------------------- | ------------------- | ------------------- | ------------------- | ------------------- | ------------------- | ------------------- |
| Ángel David Rodríguez | 100 m                 | 10.34               | 37                  | → Nie awansował     | → Nie awansował     | → Nie awansował     | → Nie awansował     | → Nie awansował     | → Nie awansował     |
| Kevin López           | 800 m                 | 01.48.27            | 3                   |                     |                     | 01.46.66            | 20                  | → Nie awansował     | → Nie awansował     |
| Luis Alberto Marco    | 800 m                 | 01.46.86            | 3                   |                     |                     | 01.46.19            | 18                  | → Nie awansował     | → Nie awansował     |
| Antonio Manuel Reina  | 800 m                 | 01.47.44            | 3                   |                     |                     | 01.45.84            | 15                  | → Nie awansował     | → Nie awansował     |
| David Bustos          | 1500 m                | 03.41.34            | 23                  |                     |                     | → Nie awansował     | → Nie awansował     | → Nie awansował     | → Nie awansował     |
| Álvaro Rodríguez      | 1500 m                | 03.41.54            | 28                  |                     |                     | → Nie awansował     | → Nie awansował     | → Nie awansował     | → Nie awansował     |
| Diego Ruiz            | 1500 m                | 03.41.52            | 27                  |                     |                     | → Nie awansował     | → Nie awansował     | → Nie awansował     | → Nie awansował     |
| Ayad Lamdassen        | 10 000 m              |                     |                     |                     |                     |                     |                     | 28:49,85            | 23.                 |
| Ignacio Cáceres       | maraton               |                     |                     |                     |                     |                     |                     | 2:17:11             | 31.                 |
| Carles Castillejo     | maraton               |                     |                     |                     |                     |                     |                     | 2:16:17             | 24.                 |
| José Carlos Hernández | maraton               |                     |                     |                     |                     |                     |                     | 2:17:48             | 34.                 |
| Jackson Quiñónez      | 110 m przez płotki    | 13.76               | 34                  | → Nie awansował     | → Nie awansował     | → Nie awansował     | → Nie awansował     | → Nie awansował     | → Nie awansował     |
| Víctor García         | 3000 m z przeszkodami | → Zdyskwalifikowany | → Zdyskwalifikowany | → Zdyskwalifikowany | → Zdyskwalifikowany | → Zdyskwalifikowany | → Zdyskwalifikowany | → Zdyskwalifikowany | → Zdyskwalifikowany |
| Ángel Mullera         | 3000 m z przeszkodami | 8:38,07             | 30.                 |                     |                     |                     |                     | → Nie awansował     | → Nie awansował     |
| Abdelaziz Merzougui   | 3000 m z przeszkodami | 08.58.20            | 37                  |                     |                     |                     |                     | → Nie awansował     | → Nie awansował     |
| Miguel Ángel López    | chód na 20 km         |                     |                     |                     |                     |                     |                     | 01.19.49            | 5                   |
| Álvaro Martín         | chód na 20 km         |                     |                     |                     |                     |                     |                     | → Zdyskwalifikowany | → Zdyskwalifikowany |
| Jesús Ángel García    | chód na 50 km         |                     |                     |                     |                     |                     |                     | 3:48:32             | 20.                 |
| Mikel Odriozola       | chód na 50 km         |                     |                     |                     |                     |                     |                     | 4:02:48             | 42.                 |
| Benjamín Sánchez      | chód na 50 km         |                     |                     |                     |                     |                     |                     | 4:14:40             | 50.                 |

| Zawodnik          | Konkurencja    | Kwalifikacje | Kwalifikacje | Finał           | Finał           |
| Zawodnik          | Konkurencja    | Rezultat     | Miejsce      | Rezultat        | Miejsce         |
| ----------------- | -------------- | ------------ | ------------ | --------------- | --------------- |
| Igor Bychkov      | skok o tyczce  | 5,50         | 9,           | 5,50            | 12.             |
| Eusebio Cáceres   | skok w dal     | 7.92         | 14.          | → Nie awansował | → Nie awansował |
| Luis Felipe Méliz | skok w dal     | x            | NM           | → Nie awansował | → Nie awansował |
| Borja Vivas       | pchnięcie kulą | 18.88        | 31           | → Nie awansował | → Nie awansował |
| Frank Casañas     | rzut dyskiem   | 63.76        | 11           | 65.56           | 7               |
| Mario Pestano     | rzut dyskiem   | 63.40        | 14           | → Nie awansował | → Nie awansował |
| Javier Cienfuegos | rzut młotem    | 73.73        | 16           | → Nie awansował | → Nie awansował |

Kobiety
| Zawodniczka         | Konkurencja           | Eliminacje | Eliminacje | Ćwierćfinał | Ćwierćfinał | Półfinał         | Półfinał         | Finał            | Finał            |
| Zawodniczka         | Konkurencja           | Wynik      | Miejsce    | Wynik       | Miejsce     | Wynik            | Miejsce          | Wynik            | Miejsce          |
| ------------------- | --------------------- | ---------- | ---------- | ----------- | ----------- | ---------------- | ---------------- | ---------------- | ---------------- |
| Aauri Lorena Bokesa | 400 m                 | 53.67      | 35         |             |             | → Nie awansowała | → Nie awansowała | → Nie awansowała | → Nie awansowała |
| Nuria Fernández     | bieg na 1500 m        | 04.13.72   | 4          |             |             | 4:06,57          | 10.              | → Nie awansowała | → Nie awansowała |
| Isabel Macías       | bieg na 1500 m        | 04.13.07   | 12         |             |             | → Nie awansowała | → Nie awansowała | → Nie awansowała | → Nie awansowała |
| Natalia Rodríguez   | bieg na 1500 m        | 04.16.18   | 14         |             |             | → Nie awansowała | → Nie awansowała | → Nie awansowała | → Nie awansowała |
| Judit Plá           | bieg na 5000 m        | 15.20.39   | 12         |             |             |                  |                  | → Nie awansowała | → Nie awansowała |
| Alessandra Aguilar  | maraton               |            |            |             |             |                  |                  | 02.29.19         | 26               |
| Elena María Espeso  | maraton               |            |            |             |             |                  |                  | 02.36.12         | 61               |
| Vanessa Veiga       | maraton               |            |            |             |             |                  |                  | 02.46.53         | 97               |
| Marta Domínguez     | 3000 m z przeszkodami | 09.29.71   | 13         |             |             |                  |                  | 09.36.45         | 12               |
| Diana Martín        | 3000 m z przeszkodami | 09.35.77   | 21         |             |             |                  |                  | → Nie awansowała | → Nie awansowała |
| Beatriz Pascual     | chód na 20 km         |            |            |             |             |                  |                  | 1:27:56          | 8.               |
| María José Poves    | chód na 20 km         |            |            |             |             |                  |                  | 1:29:36          | 12.              |
| María Vasco         | chód na 20 km         |            |            |             |             |                  |                  | 1:28:14          | 10.              |

| Zawodniczka         | Konkurencja    | Kwalifikacje | Kwalifikacje | Finał            | Finał            |
| Zawodniczka         | Konkurencja    | Rezultat     | Miejsce      | Rezultat         | Miejsce          |
| ------------------- | -------------- | ------------ | ------------ | ---------------- | ---------------- |
| Ruth Beitia         | skok wzwyż     | 1,93         | 2.           | 2,00             | 4.               |
| Concepción Montaner | skok w dal     | 6.30         | 19.          | → Nie awansowała | → Nie awansowała |
| Patricia Sarrapio   | trójskok       | 13.64        | 26.          | → Nie awansowała | → Nie awansowała |
| Úrsula Ruiz         | pchnięcie kulą | 17.99        | 17.          | → Nie awansowała | → Nie awansowała |
| Berta Castells      | rzut młotem    | 68,41        | 21.          | → Nie awansowała | → Nie awansowała |
| Noraida Bicet       | rzut oszczepem | 57.77        | 25.          | → Nie awansowała | → Nie awansowała |

## Łucznictwo
Mężczyźni
| Zawodnik     | Konkurencja   | Runda rankingowa | Runda rankingowa | 1/32                   | 1/16             | 1/8              | Ćwierćfinał      | Półfinał         | Finał            | Finał           |
| Zawodnik     | Konkurencja   | Punkty           | Rozstawienie     | Przeciwnik Wynik       | Przeciwnik Wynik | Przeciwnik Wynik | Przeciwnik Wynik | Przeciwnik Wynik | Przeciwnik Wynik | Pozycja         |
| ------------ | ------------- | ---------------- | ---------------- | ---------------------- | ---------------- | ---------------- | ---------------- | ---------------- | ---------------- | --------------- |
| Elías Cuesta | indywidualnie | 660              | 41.              | Markijan Iwaszko P 4:6 | → Nie awansował  | → Nie awansował  | → Nie awansował  | → Nie awansował  | → Nie awansował  | → Nie awansował |

Kobiety
| Zawodniczka  | Konkurencja   | Runda rankingowa | Runda rankingowa | 1/32                | 1/16                | 1/8                 | Ćwierćfinał         | Półfinał            | Finał               | Finał            |
| Zawodniczka  | Konkurencja   | Wynik            | Rozstawienie     | Przeciwniczka Wynik | Przeciwniczka Wynik | Przeciwniczka Wynik | Przeciwniczka Wynik | Przeciwniczka Wynik | Przeciwniczka Wynik | Pozycja          |
| ------------ | ------------- | ---------------- | ---------------- | ------------------- | ------------------- | ------------------- | ------------------- | ------------------- | ------------------- | ---------------- |
| Iria Grandal | indywidualnie | 618              | 53.              | Ana Rendon P 6:2    | Lee Sung-jin P 5:6  | → Nie awansowała    | → Nie awansowała    | → Nie awansowała    | → Nie awansowała    | → Nie awansowała |

## Piłka nożna
- Reprezentacja mężczyzn

Grupa C
| Drużyna   | M | W | R | P | G+ | G- | G= | Pkt |
| --------- | - | - | - | - | -- | -- | -- | --- |
| Japonia   | 3 | 2 | 1 | 0 | 2  | 0  | +2 | 7   |
| Honduras  | 3 | 1 | 2 | 0 | 3  | 2  | +1 | 5   |
| Maroko    | 3 | 0 | 2 | 1 | 2  | 3  | −1 | 2   |
| Hiszpania | 3 | 0 | 1 | 2 | 0  | 2  | −2 | 1   |

| 26 lipca 2012 14:45 | Hiszpania | 0:1(0:1)Raport | Japonia · 34' Yūki Ōtsu | Hampden Park, Glasgow Sędzia: Mark Geiger |
|                     |           |                |                         |                                           |

| 29 lipca 2012 19:45 | Hiszpania | 0:1 | Honduras | St James’ Park, Newcastle |
|                     |           |     |          |                           |

| 1 sierpnia 2012 17:00 | Hiszpania | 0:0 | Maroko | Old Trafford, Manchester |
|                       |           |     |        |                          |

## Piłka ręczna

### Turniej mężczyzn
- Reprezentacja mężczyzn

Grupa B
| Drużyna          | M | W | R | P | G+  | G-  | G=  | Pkt |
| ---------------- | - | - | - | - | --- | --- | --- | --- |
| Chorwacja        | 5 | 5 | 0 | 0 | 150 | 109 | +41 | 10  |
| Dania            | 5 | 4 | 0 | 1 | 124 | 129 | −5  | 8   |
| Hiszpania        | 5 | 3 | 0 | 2 | 140 | 126 | +14 | 6   |
| Węgry            | 5 | 2 | 0 | 3 | 114 | 131 | −17 | 4   |
| Serbia           | 5 | 1 | 0 | 4 | 120 | 131 | −11 | 2   |
| Korea Południowa | 5 | 0 | 0 | 5 | 115 | 136 | −21 | 0   |

| 29 lipca 2012 | Hiszpania | 26:21 | Serbia |  |
|               |           |       |        |  |

| 31 lipca 2012 20:30 | Dania | 24:23 | Hiszpania |  |
|                     |       |       |           |  |

| 2 sierpnia 2012 10:30 | Hiszpania | 33:29 | Korea Południowa |  |
|                       |           |       |                  |  |

| 4 sierpnia 2012 22:15 | Węgry | 22:33 | Hiszpania |  |
|                       |       |       |           |  |

| 6 sierpnia 2012 20:30 | Hiszpania | 25:30 | Chorwacja |  |
|                       |           |       |           |  |

Ćwierćfinał
| 8 sierpnia 2012 14:30 | Hiszpania | 22:23 | Francja |  |
|                       |           |       |         |  |

### Turniej kobiet
- Reprezentacja kobiet

Grupa B
| Drużyna          | M | W | R | P | G+  | G-  | G=  | Pkt |
| ---------------- | - | - | - | - | --- | --- | --- | --- |
| Francja          | 5 | 4 | 1 | 0 | 125 | 103 | +22 | 9   |
| Korea Południowa | 5 | 3 | 1 | 1 | 136 | 130 | +6  | 7   |
| Hiszpania        | 5 | 3 | 1 | 1 | 119 | 114 | +5  | 7   |
| Norwegia         | 5 | 2 | 1 | 2 | 118 | 120 | −2  | 5   |
| Dania            | 5 | 1 | 0 | 4 | 113 | 121 | −8  | 2   |
| Szwecja          | 5 | 0 | 0 | 5 | 108 | 131 | −23 | 0   |

| 28 lipca 2012 | Hiszpania | 27:31 | Korea Południowa |  |
|               |           |       |                  |  |

| 30 lipca 2012 | Francja | 18:18 | Hiszpania |  |
|               |         |       |           |  |

| 1 sierpnia 2012 20:30 | Hiszpania | 24:21 | Dania |  |
|                       |           |       |       |  |

| 3 sierpnia 2012 20:30 | Hiszpania | 25:24 | Szwecja |  |
|                       |           |       |         |  |

| 5 sierpnia 2012 20:30 | Norwegia | 20:25 | Hiszpania |  |
|                       |          |       |           |  |

Ćwierćfinał
| 7 sierpnia 2012 13:30 | Hiszpania | 25:22 | Chorwacja |  |
|                       |           |       |           |  |

Półfinał
| 9 sierpnia 2012 20:30 | Hiszpania | 26:27 | Czarnogóra |  |
|                       |           |       |            |  |

Mecz o brązowy medal
| 11 sierpnia 2012 18:00 | Korea Południowa | 29:31 | Hiszpania |  |
|                        |                  |       |           |  |

## Piłka wodna

### Turniej mężczyzn
- Reprezentacja mężczyzn

Grupa A
| Drużyna    | M | W | R | P | G+ | G- | G=  | Pkt |
| ---------- | - | - | - | - | -- | -- | --- | --- |
| Chorwacja  | 5 | 5 | 0 | 0 | 50 | 29 | +21 | 10  |
| Włochy     | 5 | 3 | 1 | 1 | 40 | 36 | +4  | 7   |
| Hiszpania  | 5 | 3 | 0 | 2 | 52 | 42 | +10 | 6   |
| Australia  | 5 | 2 | 0 | 3 | 40 | 44 | –4  | 4   |
| Grecja     | 5 | 1 | 1 | 3 | 41 | 43 | –2  | 3   |
| Kazachstan | 5 | 0 | 0 | 5 | 24 | 52 | –28 | 0   |

| 29 lipca 2012 11:20 | Kazachstan | 6:14 | Hiszpania | Water Polo Arena, Londyn |
|                     |            |      |           |                          |

| 31 lipca 2012 11:20 | Chorwacja | 8:7 | Hiszpania | Water Polo Arena, Londyn |
|                     |           |     |           |                          |

| 2 sierpnia 2012 10:00 | Hiszpania | 13:9 | Australia | Water Polo Arena, Londyn |
|                       |           |      |           |                          |

| 4 sierpnia 2012 14:10 | Grecja | 9:11 | Hiszpania | Water Polo Arena, Londyn |
|                       |        |      |           |                          |

| 6 sierpnia 2012 19:40 | Hiszpania | 7:10 | Włochy | Water Polo Arena, Londyn |
|                       |           |      |        |                          |

Ćwierćfinał
| 8 sierpnia 2012 18:40 | Hiszpania | 9:11 | Czarnogóra | Water Polo Arena, Londyn |
|                       |           |      |            |                          |

Półfinał
| 10 sierpnia 2012 15:20 | Stany Zjednoczone | 7:8 | Hiszpania | Water Polo Arena, Londyn |
|                        |                   |     |           |                          |

Mecz o 5-6. miejsce
| 12 sierpnia 2012 13:40 | Hiszpania | 8:14 | Węgry | Water Polo Arena, Londyn |
|                        |           |      |       |                          |

### Turniej kobiet
- Reprezentacja kobiet

Grupa A
| Drużyna           | M | W | R | P | G+ | G- | G= | Pkt |
| ----------------- | - | - | - | - | -- | -- | -- | --- |
| Hiszpania         | 3 | 2 | 1 | 0 | 33 | 26 | +7 | 5   |
| Stany Zjednoczone | 3 | 2 | 1 | 0 | 30 | 28 | +2 | 5   |
| Węgry             | 3 | 1 | 0 | 2 | 35 | 37 | –2 | 2   |
| Chiny             | 3 | 0 | 0 | 3 | 22 | 29 | –7 | 0   |

| 30 lipca 2012 15:30 | Hiszpania | 11:6 | Chiny | Water Polo Arena, Londyn |
|                     |           |      |       |                          |

| 1 sierpnia 2012 18:20 | Hiszpania | 9:9 | Stany Zjednoczone | Water Polo Arena, Londyn |
|                       |           |     |                   |                          |

| 3 sierpnia 2012 15:30 | Hiszpania | 13:11 | Węgry | Water Polo Arena, Londyn |
|                       |           |       |       |                          |

Ćwierćfinał
| 5 sierpnia 2012 20:00 | Hiszpania | 9:7 | Wielka Brytania | Water Polo Arena, Londyn |
|                       |           |     |                 |                          |

Półfinał
| 7 sierpnia 2012 19:40 | Hiszpania | 10:9 | Węgry | Water Polo Arena, Londyn |
|                       |           |      |       |                          |

Mecz o złoty medal
| 9 sierpnia 2012 20:00 | Stany Zjednoczone | 8:5 | Hiszpania | Water Polo Arena, Londyn |
|                       |                   |     |           |                          |

## Pływanie
Mężczyźni
| Zawodnik                | Konkurencja       | Eliminacje | Eliminacje | Półfinał        | Półfinał        | Finał           | Finał           |
| Zawodnik                | Konkurencja       | Czas       | Miejsce    | Czas            | Miejsce         | Czas            | Miejsce         |
| ----------------------- | ----------------- | ---------- | ---------- | --------------- | --------------- | --------------- | --------------- |
| Juan Miguel Rando       | 100 m grzbietowym | 00.54.93   | 25         | → Nie awansował | → Nie awansował | → Nie awansował | → Nie awansował |
| Aschwin Wildeboer Faber | 100 m grzbietowym | 00.54.36   | 16         | 00.53.99        | 12              | → Nie awansował | → Nie awansował |
| Aschwin Wildeboer Faber | 200 m grzbietowym | 02.00.02   | 26         | → Nie awansował | → Nie awansował | → Nie awansował | → Nie awansował |
| Francisco Hervas Jodar  | 10 km             |            |            |                 |                 | 1:53:27,8       | 23.             |

Kobiety
| Zawodniczka                                                             | Konkurencja        | Eliminacje | Eliminacje | Półfinał         | Półfinał         | Finał            | Finał            |
| Zawodniczka                                                             | Konkurencja        | Czas       | Miejsce    | Czas             | Miejsce          | Czas             | Miejsce          |
| ----------------------------------------------------------------------- | ------------------ | ---------- | ---------- | ---------------- | ---------------- | ---------------- | ---------------- |
| Mireia Belmonte García                                                  | 400 m dowolnym     | 04.08.23   | 13         |                  |                  | → Nie awansowała | → Nie awansowała |
| Mireia Belmonte García                                                  | 800 m dowolnym     | 08.25.26   | 4          |                  |                  | 08.18.76         | 2                |
| Mireia Belmonte García                                                  | 200 m motylkowym   | 02.08.19   | 3          | 02.06.62         | 4                | 02.05.25         | 2                |
| Mireia Belmonte García                                                  | 200 m zmiennym     | 02.11.73   | 1          | 02.11.54         | 10               | → Nie awansowała | → Nie awansowała |
| Mireia Belmonte García                                                  | 400 m zmiennym     | 04.34.70   | 5          |                  |                  | 04.35.62         | 8                |
| Melanie Costa                                                           | 200 m dowolnym     | 01.57.79   | 2          | 01.57.76         | 9                | → Nie awansowała | → Nie awansowała |
| Melanie Costa                                                           | 400 m dowolnym     | 04.06.75   | 9          |                  |                  | → Nie awansowała | → Nie awansowała |
| Erika Villaécija García                                                 | 800 m dowolnym     | 08.27.99   | 10         |                  |                  | → Nie awansowała | → Nie awansowała |
| Erika Villaécija García                                                 | 10 km              |            |            |                  |                  | 1:58:49,5        | 8.               |
| Duane Da Rocha                                                          | 100 m grzbietowym  | 1:00,57    | 18.        | → Nie awansowała | → Nie awansowała | → Nie awansowała | → Nie awansowała |
| Duane Da Rocha                                                          | 200 m grzbietowym  | 02.09.72   | 10         | 02.09.88         | 13               | → Nie awansowała | → Nie awansowała |
| Concepción Badillo                                                      | 100 m klasycznym   | 01.12.58   | 39         | → Nie awansowała | → Nie awansowała | → Nie awansowała | → Nie awansowała |
| Marina García                                                           | 100 m klasycznym   | 01.08.64   | 25         | → Nie awansowała | → Nie awansowała | → Nie awansowała | → Nie awansowała |
| Marina García                                                           | 200 m klasycznym   | 02.27.57   | 20         | → Nie awansowała | → Nie awansowała | → Nie awansowała | → Nie awansowała |
| Judit Ignacio                                                           | 100 m motylkowym   | 00.59.42   | 26         | → Nie awansowała | → Nie awansowała | → Nie awansowała | → Nie awansowała |
| Judit Ignacio                                                           | 200 m motylkowym   | 02.08.19   | 3          | 02.08.96         | 15               | → Nie awansowała | → Nie awansowała |
| Beatriz Gómez                                                           | 200 m zmiennym     | 02.13.93   | 4          | 02.15.12         | 16               | → Nie awansowała | → Nie awansowała |
| Claudia Dasca                                                           | 400 m zmiennym     | 04.46.80   | 25         |                  |                  | → Nie awansowała | → Nie awansowała |
| Mireia Belmonte García Patricia Castro Melanie Costa Lydia Morant       | 4 × 200 m dowolnym | 07.54.59   | 10         |                  |                  | → Nie awansowały | → Nie awansowały |
| Patricia Castro Duane Da Rocha Marina García Judit Ignacio Lydia Morant | 4 × 100 m zmiennym | 04.03.05   | 13         |                  |                  | → Nie awansowały | → Nie awansowały |

## Pływanie synchroniczne
| Zawodnik                     | Eliminacje | Eliminacje | Półfinał | Półfinał | Finał   | Finał   |
| Zawodnik                     | Punkty     | Miejsce    | Punkty   | Miejsce  | Punkty  | Miejsce |
| ---------------------------- | ---------- | ---------- | -------- | -------- | ------- | ------- |
| Ona Carbonell Andrea Fuentes | 96.000     | 3          | 192.550  | 3        | 192.900 | 2       |

| Zawodnik | Konkurencja |                  |                  |               |               |         |         |
| Zawodnik | Konkurencja | Runda techniczna | Runda techniczna | Runda dowolna | Runda dowolna | Razem   | Razem   |
| Zawodnik | Konkurencja | Punkty           | Miejsce          | Punkty        | Miejsce       | Punkty  | Miejsce |
| Clara Basiana Alba Cabello Ona Carbonell Margalida Crespi Andrea Fuentes Thais Henríquez Paula Klamburg Irene Montrucchio Laia Pons | drużyny     | 96,200           | 3.               | 96,920        | 3.            | 193,120 | brąz    |

## Podnoszenie ciężarów
Mężczyźni
| Zawodnik    | Konkurencja | Rwanie | Rwanie  | Podrzut | Podrzut | Razem  | Pozycja |
| Zawodnik    | Konkurencja | Wynik  | Pozycja | Wynik   | Pozycja | Razem  | Pozycja |
| ----------- | ----------- | ------ | ------- | ------- | ------- | ------ | ------- |
| Andrés Mata | 77 kg       | 150 kg | 6.      | 188 kg  | 6.      | 338 kg | 6.      |

Kobiety
| Zawodniczka    | Konkurencja | Rwanie | Rwanie  | Podrzut | Podrzut | Razem  | Pozycja |
| Zawodniczka    | Konkurencja | Wynik  | Pozycja | Wynik   | Pozycja | Razem  | Pozycja |
| -------------- | ----------- | ------ | ------- | ------- | ------- | ------ | ------- |
| Lidia Valentín | 75 kg       | 120 kg | 4.      | 145 kg  | 4.      | 265 kg | 4.      |

## Siatkówka

### Siatkówka plażowa
| Zawodnicy                        | Konkurencja | Faza grupowa            | Faza grupowa            | Faza grupowa          | Pozycja | 1/8                                  | Ćwierćfinały      | Półfinały         | Finał             | Finał            |
| Zawodnicy                        | Konkurencja | Przeciwnicy Wynik       | Przeciwnicy Wynik       | Przeciwnicy Wynik     | Pozycja | Przeciwnicy Wynik                    | Przeciwnicy Wynik | Przeciwnicy Wynik | Przeciwnicy Wynik | Pozycja          |
| -------------------------------- | ----------- | ----------------------- | ----------------------- | --------------------- | ------- | ------------------------------------ | ----------------- | ----------------- | ----------------- | ---------------- |
| Adrián Gavira Pablo Herrera      | Mężczyźni   | Beneš Kubala P 2:0      | Dalhausser Rogers P 1:2 | Asahi Shiratori P 2:0 | 2.      | Ricardo Cuhna P 0:2                  | → Nie awansowali  | → Nie awansowali  | → Nie awansowali  | → Nie awansowali |
| Elsa Baquerizo Liliana Fernández | Kobiety     | Keizer van Iersel P 2:1 | Gallay Zonta P 2:0      | Kessy Ross P 1:2      | 2.      | Greta Cicolari Marta Menegatti P 0:2 | → Nie awansowały  | → Nie awansowały  | → Nie awansowały  | → Nie awansowały |

## Skoki do wody
Mężczyźni
| Zawodnik      | Konkurencja                  | Preeliminacje | Preeliminacje | Półfinał | Półfinał | Finał  | Finał   |
| Zawodnik      | Konkurencja                  | Punkty        | Miejsce       | Punkty   | Miejsce  | Punkty | Miejsce |
| ------------- | ---------------------------- | ------------- | ------------- | -------- | -------- | ------ | ------- |
| Javier Illana | trampolina 3 m indywidualnie | 460.35        | 8             | 458.05   | 10       | 371.60 | 12      |

Kobiety
| Zawodniczka      | Konkurencja                  | Preeliminacje | Preeliminacje | Półfinał         | Półfinał         | Finał            | Finał            |
| Zawodniczka      | Konkurencja                  | Punkty        | Miejsce       | Punkty           | Miejsce          | Punkty           | Miejsce          |
| ---------------- | ---------------------------- | ------------- | ------------- | ---------------- | ---------------- | ---------------- | ---------------- |
| Jennifer Benítez | trampolina 3 m indywidualnie | 224.60        | 30            | → Nie awansowała | → Nie awansowała | → Nie awansowała | → Nie awansowała |

## Strzelectwo
Mężczyźni
| Zawodnik           | Konkurencja                      | Kwalifikacje | Kwalifikacje | Finał  | Finał   |
| Zawodnik           | Konkurencja                      | Punkty       | Miejsce      | Punkty | Miejsce |
| ------------------ | -------------------------------- | ------------ | ------------ | ------ | ------- |
| Juan Jose Aramburu | skeet                            | 69           | 20           | 115    | 23      |
| Pablo Carrera      | pistolet pneumatyczny 10 m       | 585          | 4            | 683    | 6       |
| Alberto Fernandez  | trap                             | 70           | 22           |        |         |
| Jorge Llames       | pistolet szybkostrzelny 25 m     | 288          | 13           | 579    | 11      |
| Javier Lopez       | karabin małokalibrowy leżąc 50 m | 588          | 41           | 589    | 35      |
| Jesus Serrano      | trap                             | 554          | 22           | 144    | 5       |

Kobiety
| Zawodniczka    | Konkurencja            | Kwalifikacje | Kwalifikacje | Finał  | Finał   |
| Zawodniczka    | Konkurencja            | Punkty       | Miejsce      | Punkty | Miejsce |
| -------------- | ---------------------- | ------------ | ------------ | ------ | ------- |
| Sonia Franquet | pistolet sportowy 25 m | 378          | 26           | 579    | 22      |
| Fatima Galvez  | trap                   | 70           | 6            | 87     | 5       |

## Taekwondo
| Zawodnicy      | Konkurencja | 1/16                  | Ćwierćfinał         | Półfinał                | Repasaż 1         | Repasaż 2         | Finał                    | Finał   |
| Zawodnicy      | Konkurencja | Przeciwnicy Wynik     | Przeciwnicy Wynik   | Przeciwnicy Wynik       | Przeciwnicy Wynik | Przeciwnicy Wynik | Przeciwnicy Wynik        | Pozycja |
| -------------- | ----------- | --------------------- | ------------------- | ----------------------- | ----------------- | ----------------- | ------------------------ | ------- |
| Joel González  | 58 kg       | Uno Sanli 7-6         | Safwan Khalil 5-3   | Óscar Muñoz Oviedo 13-4 |                   |                   | Lee Dae-hoon 17-8        | złoto   |
| Nicolás García | 80 kg       | Yousef Karami 8-2     | Lutalo Muhammad 7-3 | Mauro Sarmiento 2-1     |                   |                   | Sebastián Crismanich 0-1 | srebro  |
| Brigitte Yagüe | 49 kg       | Carolena Carstens 7-2 | Jannet Alegría 8-0  | Chanatip Sonkham 10-9   |                   |                   | Wu Jingyu 1-8            | srebro  |

## Tenis stołowy
Mężczyźni
| Zawodnik       | Konkurencja | Eliminacje       | Runda 1            | Runda 2          | Runda 3           | Runda 4             | Ćwierćfinały     | Półfinały        | Finał            | Finał           |
| Zawodnik       | Konkurencja | Przeciwnik Wynik | Przeciwnik Wynik   | Przeciwnik Wynik | Przeciwnik Wynik  | Przeciwnik Wynik    | Przeciwnik Wynik | Przeciwnik Wynik | Przeciwnik Wynik | Pozycja         |
| -------------- | ----------- | ---------------- | ------------------ | ---------------- | ----------------- | ------------------- | ---------------- | ---------------- | ---------------- | --------------- |
| He Zhiwen      | singel      |                  |                    |                  | Wang Zengyi P 4:3 | Adrian Crişan P 2:4 | → Nie awansował  | → Nie awansował  | → Nie awansował  | → Nie awansował |
| Carlos Machado | singel      |                  | Quadri Aruna P 2:4 | → Nie awansował  | → Nie awansował   | → Nie awansował     | → Nie awansował  | → Nie awansował  | → Nie awansował  | → Nie awansował |

Kobiety
| Zawodniczka                           | Konkurencja       | Eliminacje          | Runda 1             | Runda 2                 | Runda 3             | Runda 4             | Ćwierćfinały        | Półfinały           | Finał               | Finał            |
| Zawodniczka                           | Konkurencja       | Przeciwniczka Wynik | Przeciwniczka Wynik | Przeciwniczka Wynik     | Przeciwniczka Wynik | Przeciwniczka Wynik | Przeciwniczka Wynik | Przeciwniczka Wynik | Przeciwniczka Wynik | Pozycja          |
| ------------------------------------- | ----------------- | ------------------- | ------------------- | ----------------------- | ------------------- | ------------------- | ------------------- | ------------------- | ------------------- | ---------------- |
| Sara Ramírez                          | singel            |                     | Ankita Das P 4:1    | Marharyta Pesoćka P 1:4 | → Nie awansowała    | → Nie awansowała    | → Nie awansowała    | → Nie awansowała    | → Nie awansowała    | → Nie awansowała |
| Shen Yanfei                           | singel            |                     |                     |                         | Li Xue P 4:0        | Kim Kyung-ah P 1:4  | → Nie awansowała    | → Nie awansowała    | → Nie awansowała    | → Nie awansowała |
| Galia Dvorak Sara Ramírez Shen Yanfei | turniej drużynowy |                     |                     |                         |                     | Chiny P 0:3         | → Nie awansowały    | → Nie awansowały    | → Nie awansowały    | → Nie awansowały |

## Tenis ziemny
Mężczyźni
| Zawodnik                     | Konkurencja    | 1/32                              | 1/16                                                     | 1/8                                         | Ćwierćfinały                    | Półfinały                                         | Finał                                        | Finał         |
| Zawodnik                     | Konkurencja    | Przeciwnik Wynik                  | Przeciwnik Wynik                                         | Przeciwnik Wynik                            | Przeciwnik Wynik                | Przeciwnik Wynik                                  | Przeciwnik Wynik                             | Pozycja       |
| ---------------------------- | -------------- | --------------------------------- | -------------------------------------------------------- | ------------------------------------------- | ------------------------------- | ------------------------------------------------- | -------------------------------------------- | ------------- |
| Rafael Nadal                 | gra pojedyncza |                                   |                                                          |                                             |                                 |                                                   |                                              |               |
| Nicolás Almagro              | gra pojedyncza | Viktor Troicki 6:4, 7:6(3)        | Alex Bogomolov Jr. 6:2, 6:2                              | Steve Darcis 7:5, 6:3                       | Andy Murray 4:6, 1:6            | → Nie awansował                                   | → Nie awansował                              | Miejsca 5-8   |
| David Ferrer                 | gra pojedyncza | Vasek Pospisil 6:4, 6:4           | Blaž Kavčič 6:2, 6:2                                     | Kei Nishikori 0:6, 6:3, 4:6                 | → Nie awansował                 | → Nie awansował                                   | → Nie awansował                              | Miejsca 9-16  |
| Feliciano López              | gra pojedyncza | Dmitrij Tursunow 6:7(5), 6:2, 9:7 | Juan Mónaco 6:4, 6:4                                     | Jo-Wilfried Tsonga 6:7(5), 4:6              | → Nie awansował                 | → Nie awansował                                   | → Nie awansował                              | Miejsca 9-16  |
| Fernando Verdasco            | gra pojedyncza | Denis Istomin 4:6, 6:7(9)         | → Nie awansował                                          | → Nie awansował                             | → Nie awansował                 | → Nie awansował                                   | → Nie awansował                              | Miejsca 33-64 |
| David Ferrer Feliciano López | gra podwójna   |                                   | Mariusz Fyrstenberg Marcin Matkowski 7:6(7), 6:7(6), 8:6 | Jürgen Melzer Alexander Peya 6:3, 3:6, 11:9 | Marin Čilić Ivan Dodig 6:4, 6:4 | Michaël Llodra Jo-Wilfried Tsonga 3:6, 6:4, 16:18 | Julien Benneteau Richard Gasquet 6:7(4), 2:6 | Miejsce 4     |
| Marcel Granollers Marc López | gra podwójna   |                                   | Jonatan Erlich Andy Ram 6:7(5), 6:7(3)                   | → Nie awansowali                            | → Nie awansowali                | → Nie awansowali                                  | → Nie awansowali                             | Miejsca 17-32 |

Kobiety
| Zawodniczka                                        | Konkurencja    | 1/32                           | 1/16                                            | 1/8                           | Ćwierćfinały        | Półfinały           | Finał               | Finał         |
| Zawodniczka                                        | Konkurencja    | Przeciwniczka Wynik            | Przeciwniczka Wynik                             | Przeciwniczka Wynik           | Przeciwniczka Wynik | Przeciwniczka Wynik | Przeciwniczka Wynik | Pozycja       |
| -------------------------------------------------- | -------------- | ------------------------------ | ----------------------------------------------- | ----------------------------- | ------------------- | ------------------- | ------------------- | ------------- |
| María José Martínez Sánchez                        | gra pojedyncza | Polona Hercog 6:2, 6:4         | Wiktoryja Azaranka 1:6, 2:6                     | → Nie awansowała              | → Nie awansowała    | → Nie awansowała    | → Nie awansowała    | Miejsca 17-32 |
| Anabel Medina Garrigues                            | gra pojedyncza | Yanina Wickmayer 2:6, 6:4, 5:7 | → Nie awansowała                                | → Nie awansowała              | → Nie awansowała    | → Nie awansowała    | → Nie awansowała    | Miejsca 33-64 |
| Carla Suárez Navarro                               | gra pojedyncza | Samantha Stosur 3:6, 7:5, 10:8 | Kim Clijsters 3:6, 3:6                          | → Nie awansowała              | → Nie awansowała    | → Nie awansowała    | → Nie awansowała    | Miejsca 17-32 |
| Sílvia Soler Espinosa                              | gra pojedyncza | Heather Watson 2:6, 2:6        | → Nie awansowała                                | → Nie awansowała              | → Nie awansowała    | → Nie awansowała    | → Nie awansowała    | Miejsca 33-64 |
| Nuria Llagostera Vives María José Martínez Sánchez | gra podwójna   |                                | Casey Dellacqua Samantha Stosur 6:1, 6:1        | Peng Shuai Zheng Jie 4:6, 2:6 | → Nie awansowały    | → Nie awansowały    | → Nie awansowały    | Miejsca 9-16  |
| Anabel Medina Garrigues Arantxa Parra Santonja     | gra podwójna   |                                | Flavia Pennetta Francesca Schiavone 6:7(4), 4:6 | → Nie awansowały              | → Nie awansowały    | → Nie awansowały    | → Nie awansowały    | Miejsca 17-31 |

## Triathlon
| Zawodnicy           | Konkurencja | Pływanie (1,5 km) | Zmiana 1 | Jazda na rowerze (40 km) | Zmiana 2 | Bieg (10 km) | Czas     | Pozycja |
| ------------------- | ----------- | ----------------- | -------- | ------------------------ | -------- | ------------ | -------- | ------- |
| Mario Mola          | Mężczyźni   | 18:09             |          | 59:40                    |          | 30:27        | 01:49:23 | 19.     |
| Javier Gómez Noya   | Mężczyźni   | 17:00             |          | 59:16                    |          | 29:16        | 01:46:36 | srebro  |
| José Miguel Pérez   | Mężczyźni   | 18:07             |          | 59:40                    |          | 30:57        | 01:49:53 | 24.     |
| Marina Damlaimcourt | Kobiety     | 20:04             |          | 1:06:06                  |          | 36:40        | 02:02:50 | 24.     |
| Ainhoa Murúa        | Kobiety     | 20:00             |          | 1:06:09                  |          | 34:47        | 02:00:56 | 7.      |
| Zuriñe Rodríguez    | Kobiety     | 19:49             |          | 1:06:56                  |          | 40:41        | 02:08:44 | 44.     |

## Zapasy
Kobiety
| Zawodniczka | Konkurencja | Kwalifikacje        | 1/8                    | Ćwierćfinał           | Półfinał            | Repasaż 1           | Repasaż 2              | Finał               | Finał   |
| Zawodniczka | Konkurencja | Przeciwniczka Wynik | Przeciwniczka Wynik    | Przeciwniczka Wynik   | Przeciwniczka Wynik | Przeciwniczka Wynik | Przeciwniczka Wynik    | Przeciwniczka Wynik | Miejsce |
| ----------- | ----------- | ------------------- | ---------------------- | --------------------- | ------------------- | ------------------- | ---------------------- | ------------------- | ------- |
| Maider Unda | −72 kg      |                     | Ana Talía Betancur 5-0 | Ochirbatyn Burmaa 3-2 | Stanka Złatewa 0-4  |                     | Vasilisa Marzaliuk 2-0 |                     | brąz    |

## Żeglarstwo
Mężczyźni
| Zawodnik                       | Konkurencja | Wyścig | Wyścig | Wyścig | Wyścig | Wyścig | Wyścig | Wyścig | Wyścig | Wyścig | Wyścig | Wyścig | Punkty | Finałowa pozycja |
| Zawodnik                       | Konkurencja | 1      | 2      | 3      | 4      | 5      | 6      | 7      | 8      | 9      | 10     | M*     | Punkty | Finałowa pozycja |
| ------------------------------ | ----------- | ------ | ------ | ------ | ------ | ------ | ------ | ------ | ------ | ------ | ------ | ------ | ------ | ---------------- |
| Iván Pastor                    | RS:X        | 22     | 24     | 20     | 39     | 19     | 25     | 8      | 25     | 2      | 5      | —      | 150    | 16.              |
| Javier Hernández               | Laser       | 34     | 17     | 13     | 15     | 26     | 13     | 6      | 17     | 2      | 9      | —      | 118    | 12.              |
| Rafael Trujillo                | Finn        | 12     | 12     | 12     | 23     | 7      | 4      | 15     | 1      | 13     | 4      | 6      | 86     | 8.               |
| Onán Barreiros Aarón Sarmiento | 470         | 7      | 8      | 12     | 27     | 24     | 6      | 10     | 13     | 15     | 9      | —      | 104    | 11.              |

Kobiety
| Zawodniczka                 | Konkurencja  | Wyścig | Wyścig | Wyścig | Wyścig | Wyścig | Wyścig | Wyścig | Wyścig | Wyścig | Wyścig | Wyścig | Punkty | Finałowa pozycja |
| Zawodniczka                 | Konkurencja  | 1      | 2      | 3      | 4      | 5      | 6      | 7      | 8      | 9      | 10     | M*     | Punkty | Finałowa pozycja |
| --------------------------- | ------------ | ------ | ------ | ------ | ------ | ------ | ------ | ------ | ------ | ------ | ------ | ------ | ------ | ---------------- |
| Marina Alabau               | RS:X         | 2      | 1      | 1      | 1      | 5      | 2      | 3      | 8      | 6      | 3      | 2      | 26     | złoto            |
| Alicia Cebrián              | Laser radial | 15     | 11     | 14     | 9      | 24     | 23     | 5      | 9      | 2      | 13     | —      | 101    | 11.              |
| Berta Betanzos Tara Pacheco | 470          | 15     | 14     | 8      | 16     | 13     | 8      | 11     | 4      | 7      | 13     | 8      | 101    | 10.              |

Elliott 6m
| Zawodniczki                                  | Konkurencja | Round Robin | Round Robin | Round Robin | Round Robin | Round Robin | Round Robin | Round Robin | Round Robin | Round Robin | Round Robin | Round Robin | Miejsce | Faza pucharowa | Faza pucharowa | Faza pucharowa | Miejsce |
| Zawodniczki                                  | Konkurencja |             |             |             |             |             |             |             |             |             |             |             | Miejsce | Ćwierćfinał    | Półfinał       | Finał          | Miejsce |
| -------------------------------------------- | ----------- | ----------- | ----------- | ----------- | ----------- | ----------- | ----------- | ----------- | ----------- | ----------- | ----------- | ----------- | ------- | -------------- | -------------- | -------------- | ------- |
| Tamara Echegoyen Ángela Pumariega Sofía Toro | Elliott 6m  | 0           | 1           | 0           | 1           | 1           | 1           | 1           | 1           | 0           | 1           | 1           | 3       | 3-0            | 2-1            | 3-2            | złoto   |

Open
| Zawodnik                       | Konkurencja | Wyścig | Wyścig | Wyścig | Wyścig | Wyścig | Wyścig | Wyścig | Wyścig | Wyścig | Wyścig | Wyścig | Wyścig | Wyścig | Wyścig | Wyścig | Wyścig | Punkty | Finałowa pozycja |
| Zawodnik                       | Konkurencja | 1      | 2      | 3      | 4      | 5      | 6      | 7      | 8      | 9      | 10     | 11     | 12     | 13     | 14     | 15     | M*     | Punkty | Finałowa pozycja |
| ------------------------------ | ----------- | ------ | ------ | ------ | ------ | ------ | ------ | ------ | ------ | ------ | ------ | ------ | ------ | ------ | ------ | ------ | ------ | ------ | ---------------- |
| Xabier Fernández Iker Martínez | 49er        | 15     | 6      | 7      | 3      | 14     | 18     | 3      | 15     | 12     | 14     | 8      | 14     | 8      | 15     | 12     | —      | 146    | 12.              |